# December's Children (And Everybody's)
December's Children (And Everybody's) és el cinquè àlbum americà d'estudi de la banda de rock britànica The Rolling Stones, editat el 4 de desembre de 1965.

## Recepció
December's Children (And Everybody's) va assolir el número 4 a les llistes estatunidenques, on va aconseguir una certificació d'or. El baixista Bill Wyman cita Jagger el 1968 anomenant el disc "[no] un àbum, només una col·lecció de cançons." En conseqüència, només es detalla breument a l'exhaustiu llibre de Wyman Rolling with the Stones.
El segon èxit en assolir el número 1 als Estats Units, «Get Off of My Cloud», va ser el senzill amb la posició més alta de l'àlbum, també una de les principals entrades als rànquings del Regne Unit i de diversos mercats.
L'agost de 2002, l'àlbum va ser reeditat en un nou CD remasteritzat i SACD digipak per ABKCO Records. «Look What You've Done» tall de l'àlbum editat en autèntic estèreo.

## Llistat de cançons
| 1.            | «She Said Yeah»           | 1:30  |
| 2.            | «Talkin' About You»       | 2:30  |
| 3.            | «You Better Move On»      | 2:37  |
| 4.            | «Look What You've Done»   | 2:33  |
| 5.            | «The Singer Not the Song» | 2:22  |
| 6.            | «Route 66»                | 2:29  |
| Durada total: | Durada total:             | 14:01 |

| 7.            | «Get Off of My Cloud» | single (US)                           | 2:52  |
| 8.            | «I'm Free»            | Out of Our Heads (UK)                 | 2:17  |
| 9.            | «As Tears Go By»      | December's Children                   | 2:45  |
| 10.           | «Gotta Get Away»      | Out of Our Heads (UK)                 | 2:03  |
| 11.           | «Blue Turns to Grey»  | December's Children                   | 2:27  |
| 12.           | «I'm Moving On»       | Got Live If You Want It! (UK live EP) | 2:12  |
| Durada total: | Durada total:         | Durada total:                         | 14:36 |